# Bertil Nyström (ämbetsman)
Bertil Anders Elias Nyström, född 4 oktober 1883 i Nora, död 2 maj 1950, var en svensk ämbetsman.
Nyström blev filosofie kandidat vid Uppsala universitet 1905, filosofie licentiat 1909 och filosofie doktor 1922. Han blev e.o. amanuens i Kommerskollegium 1907, amanuens vid finansdepartementets skattestatistiska utredning 1909 och i departementet 1910, biträdande förste aktuarie i Kommerskollegium 1910, förste aktuarie i Socialstyrelsen 1912, tf. byråchef där 1919 samt ordinarie 1939.
Nyström var sakkunnig i folkhushållningskommissionen 1917, sakkunnig för utredning av statstjänstemäns bisysslor 1926, i jordbruksutredningen 1929, hos sockersakkunnige 1929, ledamot av bostadsutredningen för landsbygden 1931, ordförande i bostadssociala utredningen 1933, i Stockholmsutställningens avdelning "Svea Rike" 1930 och ledamot av kommittén för världsutställningen i Chicago 1930. 
Nyström var representant vid internationella arbetskongressen i Genève 1921, vid internationella arbetsstatistiska konferenserna där 1923, 1925, 1926, 1931 och 1937, vid internationella bostadskongresserna i London 1935 och Paris 1937, ledamot av Institut international de statistique 1928, föreläsare vid Socialpolitiska institutet i Stockholm 1929–39, ordförande i Statistiska föreningen 1930–34, stadsfullmäktig 1931–35 och styrelseledamot i Statens institut för folkhälsan 1939. Han företog studieresor i ett flertal europeiska länder och USA samt var ledamot av Lantbruksakademien.
Utöver nedanstående skrifter genomförde Nyström undersökningar rörande kollektivavtal, arbetslöner, levnadskostnads- och bostadsförhållanden samt alkoholstatistik (i Sveriges officiella statistik och statens officiella utredningar) samt författade tidskrifts- och tidningsuppsatser i statistiska och sociala ämnen.